# Eualebra rubra
Eualebra rubra är en insektsart som beskrevs av Van Duzee 1907. Eualebra rubra ingår i släktet Eualebra och familjen dvärgstritar.
Artens utbredningsområde är Jamaica. Inga underarter finns listade i Catalogue of Life.